# ديلينغن
دِلِنْغِن (بالألمانية: Dillingen, Saarland) هي مدينة و بلدة ألمانية تقع في ألمانيا في سارلاند.  يقدر عدد سكانها بـ 21,431 نسمة .

## المدن التوأمة
مدن سوتيرا، Creutzwald و هويرسفيردا هي مدن توأمة لـدلنغن سار.

## أعلام
- هانيلور بارون
- هانس موريتي
- غونتر هرمان إيوين